# Torneo di Pasqua 1922
Il Torneo di Pasqua 1922 è stata la 2ª edizione dell'omonima competizione di hockey su pista. Il torneo, organizzato dal Montreux Hockey Club, ha avuto luogo tra il 15 al 17 aprile 1922.
Il trofeo è stato vinto dal Montreux per la seconda volta nella sua storia.

## Partite
| Montreux 15 aprile 1922 | Montreux | 4 – 2 | Paris |  |

| Montreux 16 aprile 1922 | Montreux | 5 – 2 | Paris |  |

| Montreux 17 aprile 1922 | Montreux | 4 – 2 | Paris |  |